# Farako (Ségou)
Farako è un comune rurale del Mali facente parte del circondario di Ségou, nella regione omonima.
Il comune è composto da 12 nuclei abitati:
- Bayo
- Diakon
- Djélibougou
- Farako
- Fassouma-Wèrè
- Kalabougou
- Kamalé
- Kobi
- Mazaran
- Mimana
- Sirablé
- Wetta